# Палочка (село)
Па́лочка (сельк. Вэ̄рӷы Е̄ды — большая деревня) — село в Верхнекетском районе Томской области, Россия. Административный центр Палочкинского сельского поселения.
Население — ↘204 (2021).

## География
Село стоит на одной из многочисленных проток реки Кеть. Прямо на территории Палочки в протоку впадают ещё две речки. С юга село огибает автомобильная трасса, соединяющая райцентр с городом Колпашево.

## История
Исторический населённый пункт южных селькупов (группа сюссыкум) — юрты Палочка. Коренная селькупская фамилия — Боркины. Поселение входило в Нянжинскую инородческую волость. В 1897 г.: 2 хозяйства — 11 человек селькупов.
Современный посёлок Палочка образовался в результате слияния трёх поселений спецпереселенцев, основанных во времена коллективизации (Суйги, Проточки, Городца), и старой остяцкой Палочки.
Весной 1931 года в Палочку пришла баржа с раскулаченными крестьянами из Бийского района. Из неё выгрузили 7800 человек. Через полтора года из них осталось 700. Судьба семи тысяч исчезнувших неизвестна. Множество людей умерло от голода. Сколько из погибших были похоронены в братских могилах, сказать также невозможно. Кладбища либо сравняли при мелиорации, либо они заросли. В 2019 году поиск останков вели участники отряда «Патриот».

## Население
| 2002 | 2010 | 2012 | 2013 | 2014 | 2015 | 2021 |
| ---- | ---- | ---- | ---- | ---- | ---- | ---- |
| 417  | ↘341 | ↘323 | ↘312 | ↘301 | ↘279 | ↘204 |

## Местное самоуправление
Глава поселения — Вилисова Инна Владимировна.

## Социальная сфера и экономика
В посёлке есть фельдшерско-акушерский пункт, начальная общеобразовательная школа и библиотека.
Основа местной экономической жизни — лесное и сельское хозяйство, розничная торговля.